# Iosif Sankowski
Iosif Sankowski, Józef Sankowski, (ros.) Иосиф Иустинович Санковский (ur. 16 marca 1897 w Rydze, zm. 4 stycznia 1962 w ZSRR) – generał porucznik Armii Radzieckiej i generał dywizji ludowego Wojska Polskiego.

## Życiorys
Urodził się 16 marca 1897 roku, w rodzinie Justyna, Białorusina zamieszkałego w Rydze. Podczas I wojny światowej walczył w szeregach rosyjskiej armii przeciw Niemcom.
Jesienią 1917 roku wstąpił do Czerwonej Gwardii, a wiosną 1918 roku do Armii Czerwonej. Na początku 1920 roku został członkiem partii bolszewików. Uczestnik wojny domowej w Rosji. Od 1920 roku dowódca plutonu, od 1933 roku dowódca batalionu, od 1934 roku dowódca pułku. Absolwent Państwowego Instytutu Gospodarczego w Riazaniu. W latach 1937–1940 wykładał taktykę w Akademii Wojskowej im. Frunzego. W latach 1940–1943 komendant Włodzimierskiej Szkoły Piechoty we Włodzimierzu ewakuowanej w 1941 roku na wschód. W czasie II wojny światowej od 27 stycznia 1943 roku walczył na froncie jako dowódca 115 Samodzielnej Brygady Strzeleckiej. 29 sierpnia 1943 roku został ranny. 16 października 1943 roku został awansowany na generała majora. W okresie od 6 grudnia 1943 roku do 6 września 1944 roku dowodził 69 Siewską Dywizją Strzelecką.
W dniu 13 września 1944 roku został oddelegowany do Wojska Polskiego w stopniu generała brygady. Zastępca dowódcy 2 Armii WP do spraw liniowych, a od 9 kwietnia 1945 roku szef sztabu tej Armii. Przyczynił się do odparcia kontrataku niemieckiego feldmarszałka Ferdinanda Schörnera w kwietniu 1945 roku, a w maju 1945 roku wziął udział w operacji praskiej. Od lipca 1945 szef Departamentu Piechoty i Kawalerii MON. Na podstawie uchwały Prezydium Krajowej Rady Narodowej z dnia 14 grudnia 1945 roku został awansowany na generała dywizji. „Pozytywnie oceniany między innymi przez generała Karola Świerczewskiego za kierowanie sztabem 2 Armii WP podczas nieudanej operacji na kierunku drezdeńskim. Postać godna szczegółowej i rzeczowej analizy jego wpływu na losy 2 Armii WP na przełomie 1944/1945 roku”.
W dniu 26 października 1946 roku wyjechał do ZSRR, gdzie został wyznaczony na stanowisko komendanta kursów dowódców pułków. W latach 1953–1958 był zastępcą komendanta Wyższych Kursów Oficerskich „Wystrieł”. Zmarł 4 stycznia 1962 roku.

## Ordery i odznaczenia
- Order Lenina (ZSRR)
- Order Czerwonego Sztandaru (ZSRR, dwukrotnie)
- Order Wojny Ojczyźnianej I stopnia (ZSRR)
- Order Kutuzowa I stopnia (ZSRR, 1945)
- Order Krzyża Grunwaldu II klasy (uchwała KRN z 3 stycznia 1945)[7]
- Krzyż Komandorski Orderu Odrodzenia Polski (1945)
- Krzyż Złoty Orderu Virtuti Militari (11 maja 1945)[8][9]
- Złoty Krzyż Zasługi (1946)[10]